# 91 (число)
91 (дев'яносто оди́н; також рос. дев'яно́сто один) — натуральне число між  90 та  92.

## У математиці
- Тринадцяте  трикутне число.
- Щасливе число
- Сума перших шести квадратів.
- У книзі «Математична суміш» числом 91 було названо найменшим числом, на вигляд дуже схожим на  просте, що таким не є.
- 91 ділиться на 1, 7, 13.

## У науці
- Атомний номер  протактинію.

## У спорті
- 91 — рекордна кількість перемог в Гран-прі  Формули-1, які зміг здобути Міхаель Шумахер.

## В інших областях
- 91 рік.
- 91 рік до н. е.
- 1991 рік.
- ASCII — код символу «[».
- 91 — Код ГИБДД-ДАІ  Калінінградській області.